# Roberto Vieri
Roberto Vieri, plus connu sous le nom de Bob Vieri (né le 14 février 1946 à Prato en Toscane), est un joueur de football italien, qui évoluait au poste d'attaquant.
Bob Vieri est connu pour être le père de Christian (dit Bobo) et Massimiliano Vieri (dit Max), tous deux footballeurs professionnels, le premier international italien et le second australien. Il a également une fille.

## Biographie
Après avoir été formé chez les jeunes de la Fiorentina, il dispute en 1964-1965 24 matchs avec l'AC Prato en Serie C1, inscrivant 11 buts, et attirant donc l'œil des dirigeants de la Sampdoria à la recherche de jeunes à la suite de sa promotion en première division.
A la Sampdoria il ne parvient pas à s'imposer en tant que titulaire mais remporte tout de même la Coupe Mitropa en disputant la finale, le 19 juin 1966.
En 1966-1967, Roberto Vieri dispute 32 matchs pour 5 buts. L'année suivante, il fait ses grands débuts en Serie A (25 matchs pour 6 buts).
Il rejoint ensuite la Juventus en 1969-1970, acheté aux Génois avec Francesco Morini en l'échange du jeune Romeo Benetti et de la somme de 800 millions de lires, somme record pour le calcio de l'époque. Il joue à Turin son premier match le 3 septembre 1969 lors d'un nul en coupe 1-1 contre l'Atalanta, mais tarde à s'imposer avec la Juve lors de sa seule et unique saison au club.
En 1970-1971, Vieri donc rejoint la Roma puis Bologne en 1972-1973.
En janvier 1977, il se décide à tenter l'aventure en Australie avec l'équipe du Club Marconi de Sydney. Il rentre au pays en janvier 1981 à Prato en Serie C1, le club de ses débuts et également club de sa ville natale. Il ne joue que 4 matchs mais inscrit tout de même un but. 
Il termine ensuite sa carrière aux Marconi de Sydney en 1982 (21 matchs pour un but).

## Palmarès
| Fiorentina - Coupe Mitropa (1) : - Vainqueur : 1966. |  | AS Roma - Coupe anglo-italienne (1) : - Vainqueur : 1972. |  | Bologne - Coupe d'Italie (1) : - Vainqueur : 1973-74. |

Championnat d’Australie : 1979
Coupe D’Australie : 1980